# علي شعراوي
علي باشا شعراوي (1849-1922)
 سياسي مصري كان أحد اعيان محافظة المنيا وهو زوج هدى شعراوي المناضلة المصرية الشهيرة. انخرط علي شعراوي في العمل السياسي في سن مبكرة حيث ساعده على ذلك خاله محمد سلطان باشا الذي كان أحد أعضاء المجلس النيابي الأول في عهد الخديوي توفيق وقائم مقام الخديوي في صعيد مصر بأكمله. 
ويعد علي شعراوي أحد مؤسسي حزب الوفد مع سعد زغلول ومصطفى النحاس ومكرم عبيد وعبد العزيز فهمى وأحمد لطفي السيد وآخرين وكان رفيق وصديق سعد زغلول في رحلة الكفاح لتحرير مصر من الاحتلال الإنجليزي ونفي إلى جزيرة مالطة بالبحر المتوسط هو وسعد زغلول ومجموعة من رفاقه في 8 مارس 1919 فانفجرت ثورة 1919 التي كانت من أقوى عوامل زعامة سعد زغلول والتمكين لحزب الوفد. اضطرت إنجلترا إلى عزل الحاكم البريطاني وأفرج الإنجليز عن سعد زغلول وزملائه وعادوا من المنفى إلي مصر، وسمحت إنجلترا للوفد المصري برئاسة سعد زغلول بالسفر إلي مؤتمر الصلح في باريس ليعرض عليه قضية استقلال مصر.
توفي عام 1922 ودفن في المسجد الذي بناه ويحمل اسمه في المنيا.